# Prasinochrysa
Prasinochrysa is een geslacht van vlinders van de familie spanners (Geometridae), uit de onderfamilie Sterrhinae.

## Soorten
- P. detracta Walker, 1864
- P. quadriplaga Felder, 1875